# BioOne
BioOne – platforma współpracy środowisk naukowych, wydawców i bibliotek mająca na celu zmaksymalizowanie dostępu do zrewidowanych wyników badań w dziedzinach takich jak biologia, ekologia i nauki o środowisku.  BioOne jest organizacją non-profit i pozyskuje pieniądze jedynie w celu odzyskania kosztów. W zamierzeniu ma być niedrogą alternatywą dla restrykcyjnych wydawnictw komercyjnych, zapewniającą porównywalną jakość zawartości, globalny zasięg oraz technologię dostosowaną do odbiorcy.
BioOne zawiera kolekcję online baz danych 179 naukowych czasopism i książek zrewidowanych przez niezależnych naukowców. Zgromadzone materiały dotyczą nauk biologicznych, ekologii oraz nauk o środowisku i są wydawane przez 135 towarzystw naukowych, muzeów i tytułów niezależnych. Ponad 35% zawartości biblioteki BioOne jest publikowana jedynie na platformie BioOne, a 74% jest zgromadzona także w bazie Institute for Scientific Information.
BioOne zostało założone w 1999 roku w Waszyngtonie przez American Institute of Biological Sciences, Scholarly Publishing and Academic Resources Coalition (SPARC), University of Kansas, Greater Western Library Alliance oraz Allen Press. Głównym impulsem do stworzenia BioOne było wspólne pragnienie wśród zainteresowanych stworzenia alternatywy dla komercyjnych naukowych, technicznych i medycznych publikacji.
BioOne jest członkiem programów dobroczynnych: HINARI, OARE, AGORA, and eIFL. Udostępnia także swoje zbiory bezpłatnie ponad 2500 instytucjom w krajach rozwijających się.
W 2013 roku we współpracy z Dartmouth, Georgia Institute of Technology, University of Colorado Boulder, University of Michigan oraz University of Washington utworzono czasopismo naukowe Elementa: Science of the Anthropocene. Jest to czasopismo non-profit, publikujące dane na temat najnowszych badań nad fizycznymi, chemicznymi i biologicznymi aspektami procesów zachodzących na Ziemi, wpływie działalności człowieka na środowisko naturalne, a także proponowane rozwiązania jakie mogą zostać zastosowane w celu złagodzenia tego wpływu i dostosowania się do zmian środowiska. Elementa jest udostępniana na zasadach otwartego dostępu. Misją Elementa jest udostępnianie i propagowanie wiedzy, która może wspierać zrównoważone rozwiązania dla społeczeństwa.